# Meereisblume

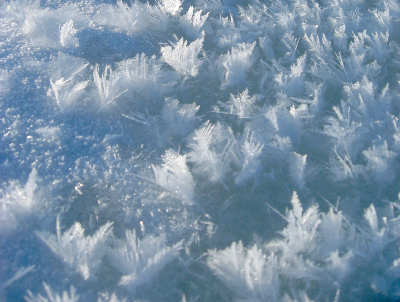
Meereisblumen auf jungem Eis in der Arktis.

Meereisblumen sind wenige Zentimeter große Eiskristalle, die im Frühling und Herbst in der Arktis und Antarktis entstehen.

## Entstehung und Mechanismen
Meereisblumen entstehen, wenn Winde die Eisoberfläche aufreißen und das nun offene Wasser erneut zuzufrieren beginnt. An der Oberfläche entsteht dabei eine konzentrierte Salzlake. In dieser bilden sich Eiskristalle, die Meereisblumen. Durch Kapillarwirkung saugen sie dann die konzentrierten Salze auf, so dass sie eine hohe Salzkonzentration aufweisen.
Diese Salze enthalten auch Bromverbindungen, diese führen zu einem radikalischen Abbau des oberflächennahen Ozons. Dieser Prozess findet in sogenannten Bromexplosionen statt.